# Stenocercus torquatus
Stenocercus torquatus este o specie de șopârle din genul Stenocercus, familia Tropiduridae, descrisă de Boulenger 1885. A fost clasificată de IUCN ca specie vulnerabilă. Conform Catalogue of Life specia Stenocercus torquatus nu are subspecii cunoscute.